# 芋川椋三玄関番の巻
『芋川椋三玄関番の巻』（いもかわむくぞうげんかんばんのまき）とは1917年4月に公開されたとされる日本国産最初期のアニメーション映画である。資料によっては『芋川椋三玄関番之巻』となっている場合もある。
作者は下川凹天（しもかわ へこてん・おうてん）。

## 作品内容
資料はほとんど無い為、ストーリーの内容や本編時間など全く不明。フィルムは21世紀現在でも現存が確認されていない。
映画会社に渡り何度か上映されたが、動きが雑で作者の下川ですら満足出来る作品とはならなかったといわれている。
芋川椋三（いもかわむくぞう）というのは当時下川が漫画家として書いていたキャラクターの一人であり、それを主人公にしたのは彼が描きやすかった為だと言われている。
動画の技法として黒板にチョークで一つずつ書き、手を動かす時は手の部分だけを移動させて描き、移動前の部分を消していくという方法を使ったという説と背景を印刷した白紙を使い、人物と重複するところを白絵具で塗りつぶすという方法を使ったという説があるが、現在フィルム・写真などの記録が一切残っていない為、詳しい技法及び内容は不明である。ただし伝聞資料などによると、主人公・芋川椋三を中心とする、武骨ながらもユーモラスなものだったといわれている。

## 日本初であることに関しての議論
本作品は劇場で公開された日本制作のアニメ映画としては最も古いものであると言われてきたが、確実な証拠は発見されていない。日本初とされてきたのは以下の2つの理由による。
- 雑誌「キネマ・レコード」の1917年7月号の記事「和製カートン、コメディを見る」において、天活が最初の作品をキネマ倶楽部にて1917年1月に上場（公開）したという記述があること
- 雑誌「映画評論」1934年7月号に掲載された下川凹天の回想記事「日本最初の漫畫映畫製作の思ひ出」において、最初に制作した作品が『芋川椋三玄関番の巻』であると述べていること[3]

しかし、当時の雑誌に掲載されている1917年1月の劇場上映作品リストに本作品の名前は存在しないこと、作品そのものについての資料が残っていないことなどから曖昧なものとなっている。
ただ、下川凹天の『凸坊新畫帖 名案の失敗』（1917年2月公開）が「第二次線畫トリツク（= 2つ目のアニメ作品）」とする記事が当時の雑誌に残っているため、少なくともそれ以前には最初のアニメ作品が上映されていただろうことは推測される。
2013年6月に公開された研究メモでは、
- 雑誌「キネマ・レコード」の1917年5月号の「フイルム見物 四月の巻」という4月に著者が劇場を回って見た作品を紹介する記事において、キネマ倶楽部で上映された「芋川椋三 玄關番の巻」が「天活第三次の線畫トリツクだ」とする記述がある
- 1934年の下川凹天の回想記事には、作品制作当時に月刊の映画雑誌が1つしかないと記述するなど事実誤認が見られる[3]

などの理由から『芋川椋三玄関番の巻』は少なくとも1917年1月に公開された作品ではなく（つまり日本初の劇場公開作品ではない）、最新の研究から1月に上映された国産初のアニメ作品は『凸坊新畫帖 芋助猪狩の巻』と推測されている。そして、『芋川椋三玄関番の巻』は時期が近いことから1917年4月28日に公開された『茶目坊新畫帖 蚤夫婦仕返しの巻』と同じ作品であるとする指摘もある。
また、本作品を最初の作品としながらも、『凸坊新畫帖 名案の失敗』を最初の作品とする可能性を指摘している書籍もある。
なお、本作品より10年前の明治末期に制作された可能性のあるアニメーションフィルム『活動写真』が発見されているため、日本最古の国産アニメーションという場合には1917年の本作品は該当しない。ただし、このフィルムは個人観賞用の物とみられ、3秒程度しかない。

## 製作の背景
海外より輸入されたアニメーション映画に刺激を受けた日本の映画会社はその研究に乗り出し、1916年、天活こと天然色活動写真株式会社は漫画家の下川凹夫を迎え入れて研究を開始する。また、独自にアニメーションの製作を目指していた洋画家の北山清太郎は日活向島撮影所に1917年1月に参加し、アニメ製作を開始する。また、それらの動きを察知したと思われる小林商会は、1917年2月まで新聞で漫画を描いていた漫画家の幸内純一を迎え入れる。なお、下川と幸内はともに日本近代漫画の父である北澤楽天の弟子である。
この3社による競争となったが、1917年1月、天活が下川凹天の作品を公開し、それが国産アニメ映画の第1号となった。下川は続いて3作品ほど公開。そして、同年5月20日に、日活は北山清太郎の『猿蟹合戦』を公開。小林商会は同年6月30日に幸内純一の『塙凹内名刀（新刀）之巻（なまくら刀）』を公開した。

## スタッフ
- 監督・演出・作画 ‐ 下川凹天
- 企画・製作・配給 ‐ 天然色活動写真
- 興行 ‐ キネマ倶楽部